# Filtr powolny

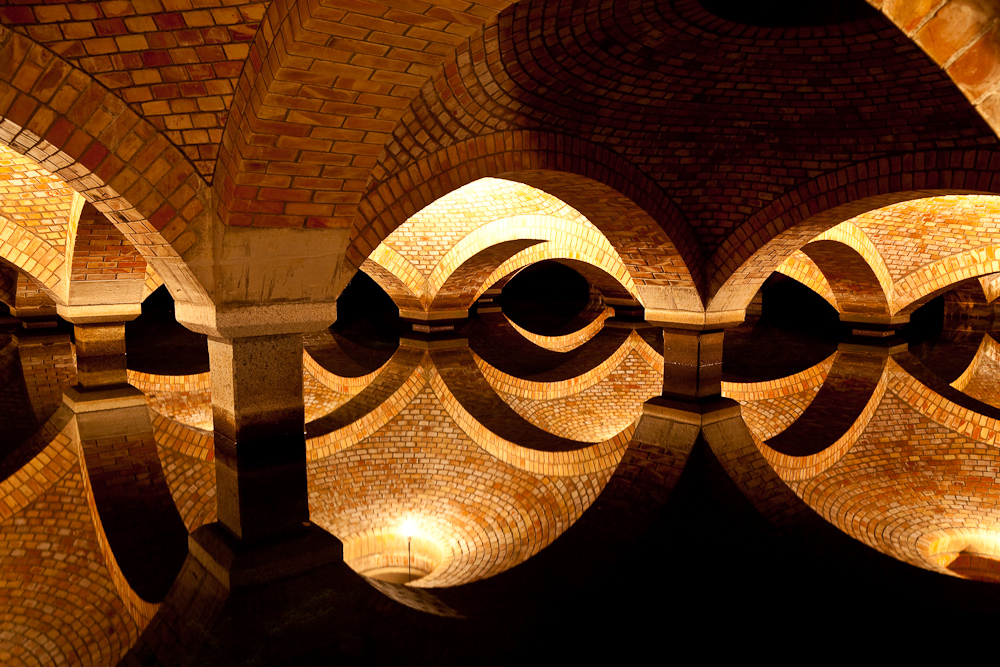
Komora filtra powolnego w Zespole Stacji Filtrów w Warszawie

Filtr powolny – otwarty zbiornik, zwykle żelbetowy o kształcie prostokątnym, wypełniony złożem filtracyjnym. Złoże filtracyjne ułożone jest na podłożu żwirowym przykrywającym drenaż.

## Opis
Woda surowa dopływa na filtr nad powierzchnię złoża i po przesączeniu się odpływa poprzez drenaż do komory zbiorczej lub zbiornika retencyjnego – wyrównawczego, będącego stałym obiektem stacji uzdatniania wody.
Prędkość przepływu wody surowej przez złoże waha się w granicach od 100 do 200 mm/h. Dlatego też ten rodzaj filtru nazywa się „powolny” w odróżnieniu od filtrów pospiesznych, gdzie prędkość przepływu wody wynosi 6 i więcej metrów na godzinę.